# Danza de los cirochos

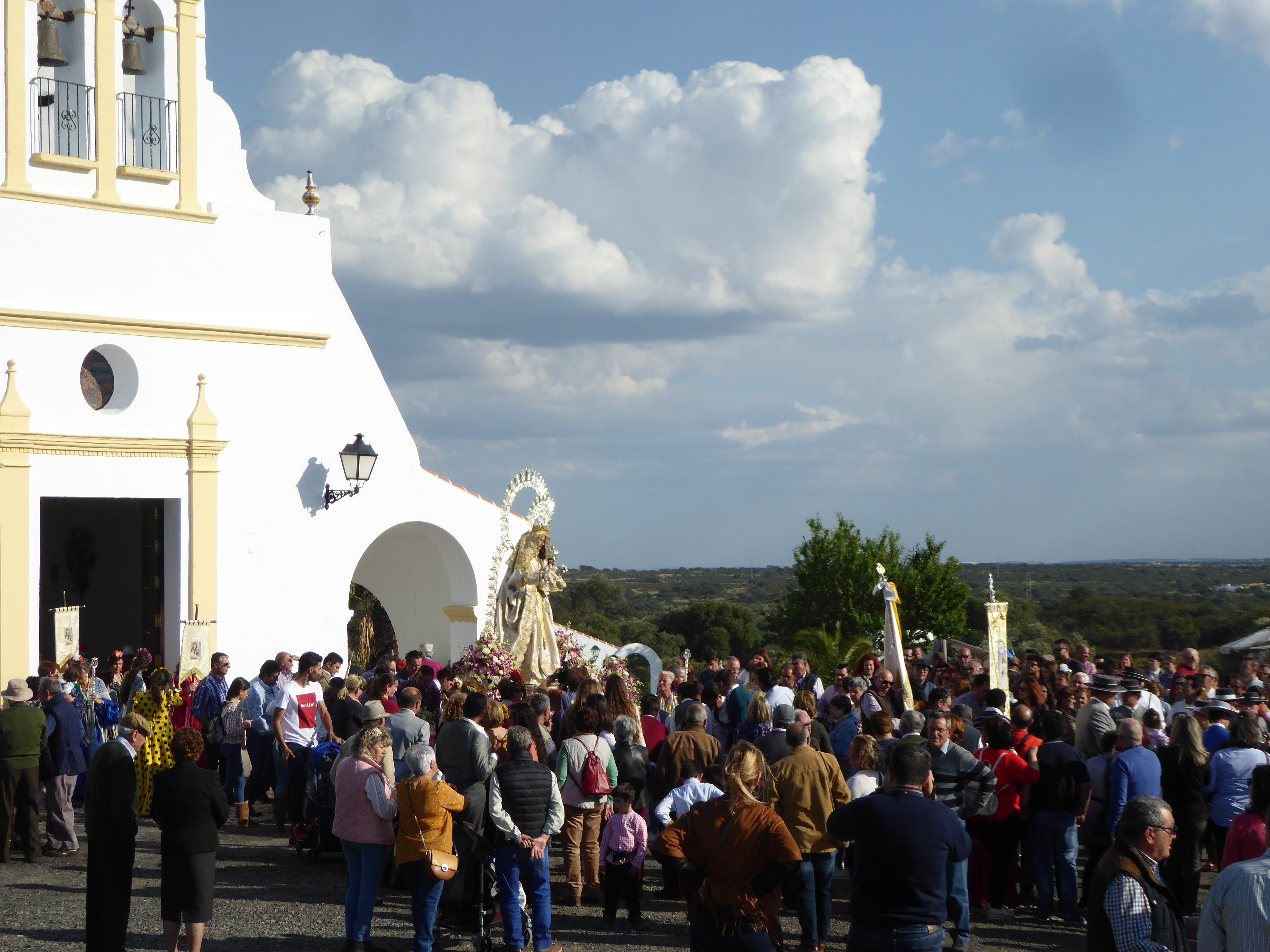
Romería de la Virgen de Piedras Albas, durante la que se interpreta la Danza de los cirochos

La danza de cirochos,  es una de las llamadas danzas rituales onubenses, desarrollada en las localidades de El Almendro y Villanueva de los Castillejos, en la provincia de Huelva, España. Se trata de una danza ritual en honor a la Virgen de Piedras Albas, patrona de El Almendro y Villanueva de los Castillejos. Se lleva a cabo en el contexto festivo-religioso de la Romería de la Virgen de Piedras Albas. El ámbito en el que se desarrolla la actividad discurre por la ermita de la Virgen de Piedras Albas, el entorno de la ermita en el prado de Osma. Igualmente se baila en los centros urbanos de El Almendro y Villanueva de los Castillejos en las fiestas de San Matías (Castillejos) y San Sebastián (El Almendro), siendo importantes, en estas localidades,  la iglesia de la Purísima Concepción, de Villanueva de los Castillejos y la iglesia de Nuestra Señora de Guadalupe, de El Almendro.
En el desarrollo de la romería de Piedras Albas, la danza se interpreta en la mañana del Domingo de Resurrección, durante la procesión del Señor Resucitado por el casco urbano. Por la tarde, ya en el Prado de Osma, los danzantes acompañan al paso de la Virgen desde su ermita hasta la Cruz del Calvario. En el regreso hasta la ermita, las danzas las efectúan de rodillas ante la imagen. El martes siguiente, bailan durante la procesión los danzantes infantiles. Estas danzas se repiten en la novena de la Virgen, en torno al 24 de septiembre, y en los traslados de la imagen a El Almendro y Villanueva de los Castillejos cada siete años.
La danza la interpretan dos grupos de danzantes, adulto e infantil, de número impar, entre nueve y siete hombres, denominados «cirochos», con castañuelas, al compás del tamboril y de la flauta, y avanzando unas veces hacia adelante y en ocasiones hacia atrás, según las diferentes mudanzas. El número de mudanzas es variable aunque las más importantes son «la estrella», la «cruz» o el «avión», por dentro, por fuera, en una fila, en dos, de frente,  los «cruces» y el círculo.
Su indumentaria: el fajín, la banda, las zapatillas con cintas, las medias, el pantalón verde con las moñas de color verde, rojo y  blanco y el pañuelo. Además, las castañuelas o palillos. El guion, danzante encargado de marcar los pasos, lleva el color verde en su faja y banda, así como en el pañuelo; los demás llevan el color rojo.
En 2008 fue inaugurado un monumento al cirocho en el paseo de la Constitución de Villanueva de los Castillejos. Su autor es Martín Lagares.